# Giveaway of the Day
Giveaway of the Day (также GOTD) — это веб-сайт, который ежедневно раздает лицензионное проприетарное программное обеспечение для Windows бесплатно, ограничивая обновления версии и техническую поддержку. Посетители загружают полнофункциональную программу без каких-либо ограничений, кроме тех, которые обозначены в Условиях использования. Так же по правилам проекта запрещено коммерческое использование ПО, если иное не заявлено разработчиком.
Сервис позволяет скачать и установить программу только в ограниченный период времени таким образом предотвращая «компьютерное пиратство».
Giveaway of the Day начал свою работу 24 октября 2006. Русская версия сайта появилась 27 сентября в 2007 году.
В настоящее время существуют английская, французская, немецкая, итальянская, португальская, испанская, японская, голландская, румынская, греческая и турецкая версии сайта.

## Раздачи на Giveaway of the Day
На Giveaway of the Day раздают служебные программы, графические и видео редакторы, замены оболочек для элементов ОС Windows, плагины для офисных программ, скринсейверы и прочие.

## Критика пользователей
Часто пользователи предпочитают бесплатное программное обеспечение и ПО с открытым исходным кодом раздачам на Giveaway из-за некоторых ограничений. Пользователи могут установить и зарегистрировать программу в течение 24 часов с начала раздачи и не имеют права на переустановку. Из-за этого некоторые рассматривают предоставленные проектом программы как расширенные версии условно-бесплатного программного обеспечения. Также раздачи проекта часто поддаются критике из-за низкого качества софта, большого количества скринсейверов, конвертеров и простых служебных программ. Однако время от времени на проекте можно встретить продукты от известных разработчиков, таких как Bitsum Tech, Paragon Software Group, Wondershare, IObit, Ashampoo. Всего на сайте размещено ПО от около тысячи разработчиков.

## Mac Giveaway of the Day
В конце 2008 руководство сайта объявило в блоге об открытии проекта по раздаче программного обеспечения для операционной системы Mac. Но несмотря на то что идея была высоко оценена сообществом пользователей проект так и не был воплощен в жизнь. В настоящее время проект раздает версии продуктов для Mac OS с раздачами ПО для Windows.

## Game Giveaway of the Day
11 декабря 2006 года появился проект Game Giveaway of the Day, который ежедневно раздавал игры по схожей схеме с Giveaway of the Day. С 29 апреля 2009 года сайт стал раздавать игры раз в месяц и потом вернулся к работе публикуя игры по выходным. С тех пор как проект стал работать по выходным группа энтузиастов (Whiterabbit-uk, wizzard_of_ozz2004, reverseOrder, and thewebmaster) публикуют на форуме бесплатные игры. Эта команда высоко ценится за свою работу по GOTD сообществом.

## Владельцы ресурса и бизнес-модель
На официальном веб-сайте данные о владельце, название компании и её адрес не указаны; для обратной связи пользователю или разработчику предлагается заполнить специальную форму. По поиску whois домена giveawayoftheday.com можно найти название компании: SoftDeluxe, Inc Tortola; адреса DNS-серверов и электронную почту, домен которой softdeluxe.com также принадлежит компании SoftDeluxe, Inc, зарегистрированной на Британских Виргинских островах.
Другую информацию можно найти в цифровом сертификате exe-файла. Распространяемые Giveaway of the Day программы для Windows содержат инсталлятор Setup.exe с цифровой подписью распространителя (а не разработчика). В свойствах подписи этого файла выводится название организации: Softdelux, а в подробных свойствах самого сертификата есть поля: Softdeluxe, Dubna, Moscow region, RU.
Поисковые системы по запросу Softdelux Дубна, например, «Яндекс», позволяют найти единственную компанию с таким названием: ООО «Софт Делюкс», которая существует в Дубне с ноября 2006 года. Там же можно найти адреса электронной почты людей, работающих в Дубне, с доменом softdeluxe.com. Таким образом, со значительной степенью уверенности можно полагать, что владельцем Giveaway of the Day является российская компания ООО «Софт Делюкс».
Основной доход владельцам приносит реклама, в частности, Google AdSense. Её эффект связан с высокой популярностью ресурса: например, рейтинг сайта Alexa.com на 30 декабря 2017 года составляет 7127 во всём мире и 5880 в США. По различным оценкам, стоимость ресурса www.giveawayoftheday.com может составлять от 2 до 8 млн долл. США, а месячная выручка — порядка 70—80 тыс. долл. При этом Giveaway of the Day имеет стабильно высокую репутацию с точки зрения безопасности веб-сёрфинга, так, McAfee Labs присвоила ресурсу веб-репутацию «Минимальный риск».